# António Cassapo
António Manuel Martins Cassapo (Oeiras, 21 de Setembro de 1976) é um cantor e autor português

## Biografia
António Cassapo nasceu em Oeiras. Desde muito novo que mostrou uma grande aptidão musical, tendo criado a sua primeira banda, denominada de Butt, em 1992, e cerca de um ano depois integrou-se na banda Negative, que terminou em 1998. Neste mesmo ano, concorreu no programa Chuva de Estrelas da SIC, onde imitou o cantor Kurt Cobain, da banda Nirvana tendo vencido a sua eliminatória.
Destacou-se pela sua carreira musical, onde é vocalista, autor e compositor, tocando regularmente guitarra, e por vezes bateria, baixo e harmónica.  Em 2000 assinou o primeiro contrato discográfico, tendo o seu primeiro álbum, Sonhos, sido lançado em 2001, onde cantou em dueto com a cantora Dina. Este disco foi bem recebido pelo público, levando à participação de António Cassapo em diversos programas de rádio e televisão. Cerca de três anos depois publicou o seu segundo disco de originais, Ser Humano. O terceiro disco, Nudez, foi lançado em 2006, tendo alcançado um grande sucesso com os temas Nudez, Amanhecer e 100 Sentidos, que estiveram entre as músicas mais pedidas em várias estações de rádio portuguesas. Em 2008 publicou o EP Aquele Momento, em colaboração com a empresa Lois, e cuja canção Nudez acústico foi incluída na banda sonora da telenovela Flor do mar, da TVI. Dois anos depois lançou o quarto disco de originais, com o nome de S.O.S., do qual o tema Palpitação teve uma grande popularidade nas emissoras de rádio nacionais, tendo sido escolhida para fazer parte da novela Morangos com Açúcar. Em 11 de Novembro de 2011 editou o disco 11, onde foram compiladas onze músicas que foram consideradas como as melhores de António Cassapo, além de dois temas gravados nesse ano, um dos quais, Kota, foi integrado em 2012 na banda sonora da telenovela Doce Tentação, da TVI. Em 2016 lançou o seu quinto álbum de originais, Origens, cujo single de estreia, Tudo ou Nada, foi escolhido para a banda sonora da telenovela O Beijo do Escorpião, da TVI.
Em 2019, tocou em conjunto com a Orquestra Filarmónica Nossa Senhora da Fé de Monte Abraão, no Cineteatro D. João V, em Sintra, num concerto de homenagem ao rock nacional, tendo sido interpretados vários temas clássicos.
Em janeiro de 2020, foi organizada a exposição de fotografia Olhar Sintra na Casa da Cultura Lívio de Morais, em Mira Sintra, com obras de António Cassapo. Nesse ano, Cassapo celebrou vinte anos de carreira com um novo álbum, que compilou vários singles lançados nas últimas duas décadas.
Em 2023 Cassapo celebrou 30 anos de canções com uma exposição onde contou com diversos itens do artista, como instrumentos, letras manuscritas, roupas usadas pelo músico, cassetes, troféus, fotos, entre muitas outras surpresas.
De momento Cassapo já trabalha no seu 7° álbum de originais!

## Discografia
Álbuns:
- 2001 - Sonhos
- 2003 - Ser Humano (EP)
- 2006 - Nudez
- 2010 - S.O.S.
- 2011 - 11
- 2016 - Origens
- 2020 - 20 anos

Singles:
- 2000 - Diferentes maneiras
- 2001 - Jessi
- 2002 - Preciso de ti
- 2003 - Ser Humano
- 2004 - Só tu
- 2005 - O nosso lugar
- 2006 - Nudez
- 2007 - Amanhecer
- 2008 - Nudez Acustico
- 2008 - Aquele momento
- 2009 - Palpitação
- 2010 - S.O.S.
- 2011 - Kota
- 2012 - Glória no Coração
- 2013 - Tudo ou nada
- 2014 - Viver
- 2015 - Nostalgia
- 2015 - Sentir
- 2016 - Sociedade anónima
- 2017 - Hiperligação
- 2018 - Para ti
- 2019 - Reflexo
- 2020 - Alentejo
- 2021 - Infinito ao vivo
- 2022 - A musica
- 2022 - Incerto
- 2024 - Grita
- 2024 - Oportunidade
- 2025 - Setembro
- 2025 -  Acidente Perfeito

Aandas Sonoras:
- 2008 -  Nudez (Flor do Mar)
- 2010 - Palpitação (Morangos com Açúcar)
- 2012 - Kota (Doce Tentação)
- 2014 - Tudo ou nada (O Beijo do Escorpião)

Colectâneas:
- 2015 - Benfica Bicampeão - Hino 2015
- 2024 - Confraria do Rock Tuga

Outros projectos
- 1993 - Temptations - 4 música (Negative)
- 1994 - Jesus Frog - 6 músicas (Negative)
- 1995 -  Smile - 6 músicas (Negative)
- 1996 - And (Projeto a solo Inglês) 2 músicas
- 1997 - 4 Stones - 4 músicas (Negative)
- 1999 - Kaganisso - 7 músicas
- 2022 - Lift off ( Sid Saint )
- 2023 - Alone - Single (Negative)
- 2023 - Alright - Single (Negative)
- 2024 - Perfect Day - Single (Negative)
- 2024 - Someday  - Single (Negative)

## Curiosidades
- António Cassapo em 1996 fundou o 1º tributo em Portugal " Sons of a Gun " - Tributo Nirvana .[8]

- Em 2008 António Cassapo escreveu, encenou e dirigiu a peça de teatro " Laços de Família "

- No final de 2012 António Cassapo ofereceu ao Sport Lisboa e Benfica (Clube do seu coração) uma canção intitulada " Glória no coração e em Maio de 2015, Cassapo e vários artistas do panorama nacional  regravaram o Hino " Ser Benfiquista " [9]

- A paixão pela fotografia levou António Cassapo a expor os seus trabalhos em várias salas de arte [10]

- Em 2022 estreou o seu 1º podcast "Eletroacustico" onde entrevistou várias figuras publicas ligadas às artes. O local de gravação foi no Nirvana Studios